# ヒトツバタゴ
ヒトツバタゴ（一つ葉タゴ・一つ葉たご、Chionanthus retusus）とはモクセイ科ヒトツバタゴ属の一種。同じモクセイ科のトネリコ（別名「タゴ」）に似ており、トネリコが複葉であるのに対し、本種は小葉を持たない単葉であることから「一つ葉タゴ」の和名がある。
なお、別名はナンジャモンジャ、ナンジャモンジャノキであるが、「ナンジャモンジャ」と名付けられる植物の樹種には、ヒトツバタゴのほかにクスノキ（樟）、ニレ（楡）、イヌザクラ（犬桜）、ボダイジュ（菩提樹）などがあり注意を要する。中国名は、流蘇樹（別名：炭栗樹）。

## 分布・生育地
中国、台湾、朝鮮半島および日本に分布する。
日本では分布域が限られ、対馬、長野県、岐阜県の東濃地方の木曽川周辺、愛知県に隔離分布する珍しい分布形態をとる。人為的に植えられ、公園などで見ることもある。

## 形態・生態
落葉広葉樹の高木。成木で樹高は20メートル (m) を超える。幹の樹皮は灰褐色で縦に切れ目が入る。一年枝は細く、細かい毛がある。若木の樹皮は、成木とは異なる色合いで、橙色を帯びており薄く剥がれる。葉は長楕円形で4 - 10センチメートル (cm) 程度となり、長い葉柄を持ち対生する。
花期は5月ごろで、新枝の枝先に10 cm程度円錐形に集散花序をつける。花冠は深く4裂する。雌雄異株であるが、雌花のみをつける株は存在せず、雄花をつける株と、両性花をつける株がある雄株・両性花異株である。秋に、直径1 cm程度の楕円形の果実をつけ、黒く熟す。
冬芽は円錐形で、冬芽を包む芽鱗には短毛が多くあり、枝先の頂芽は側芽よりも大きく、側芽は枝に対生する。頂芽、側芽ともに副芽がつくことが多い。葉痕は半円形で、維管束痕が弧状に多数並ぶ。

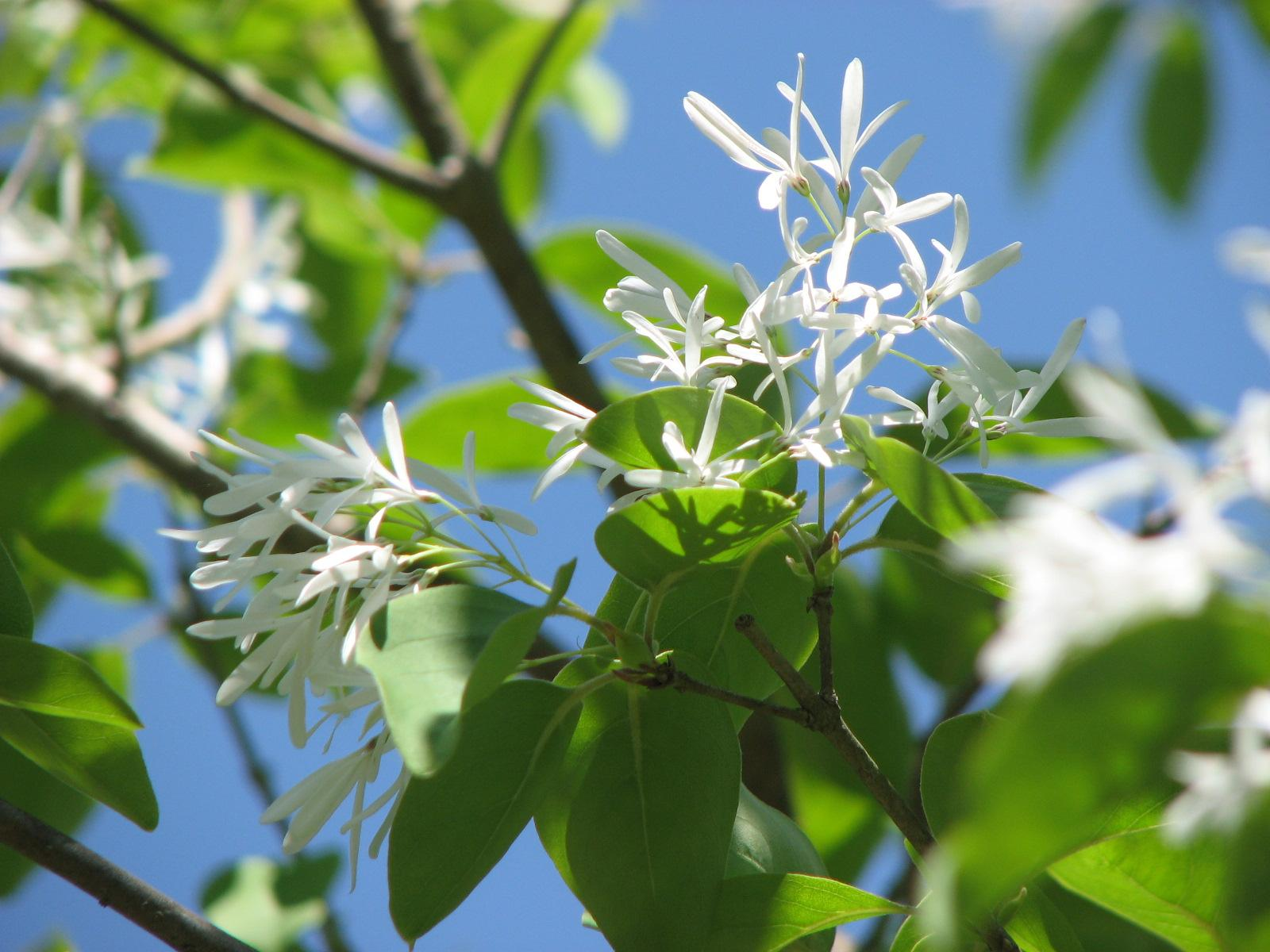
花
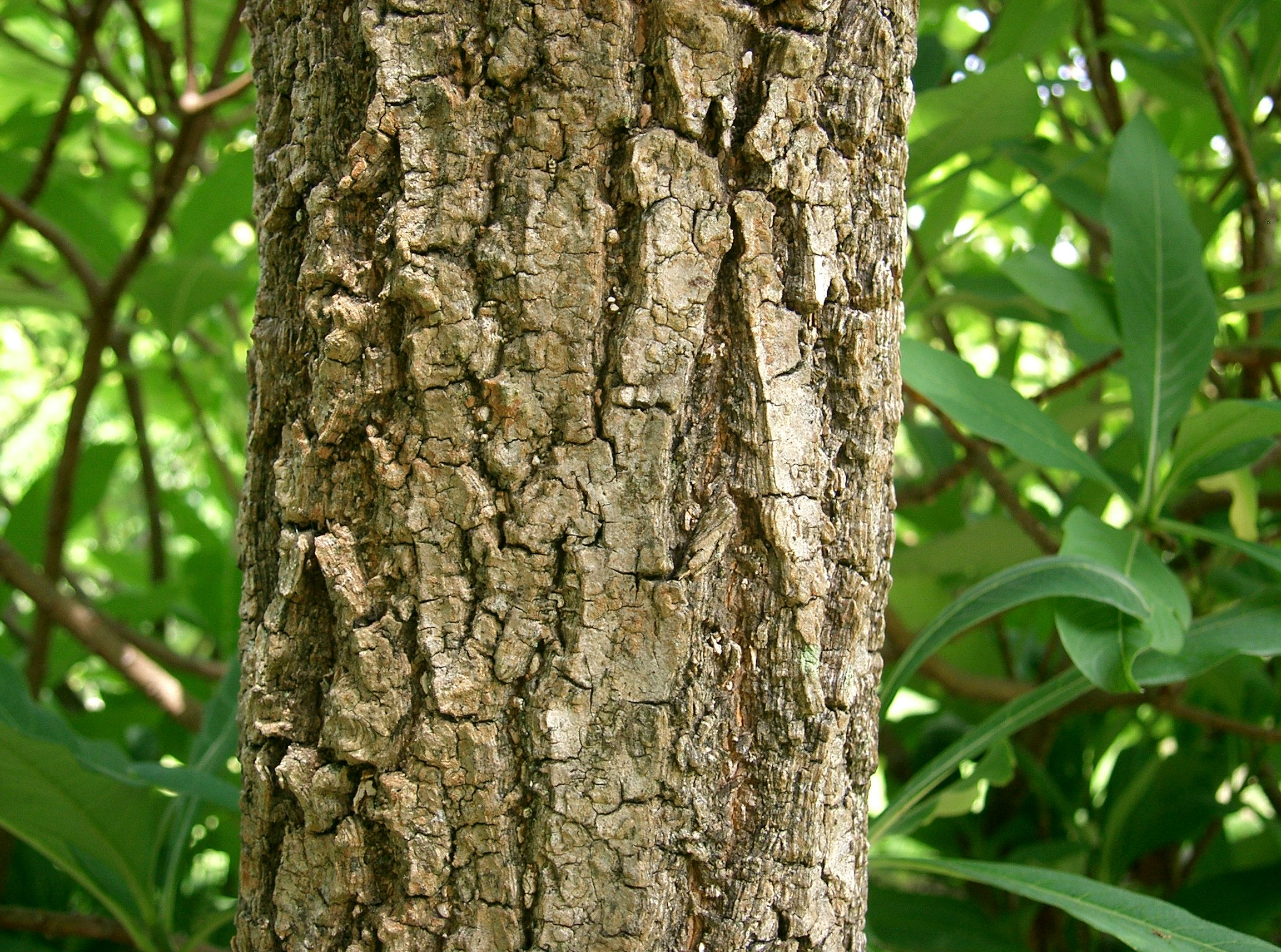
幹
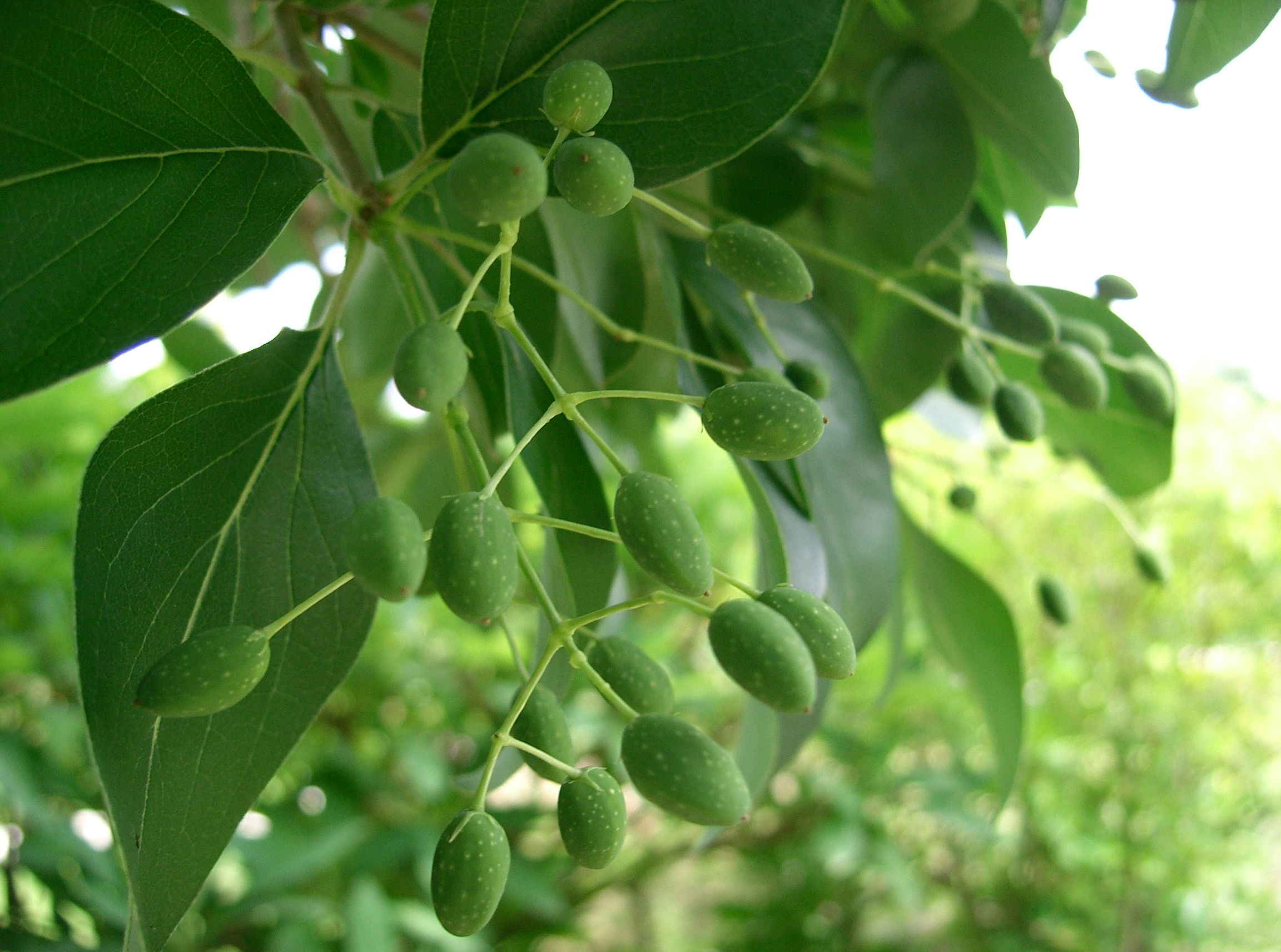
若い果実
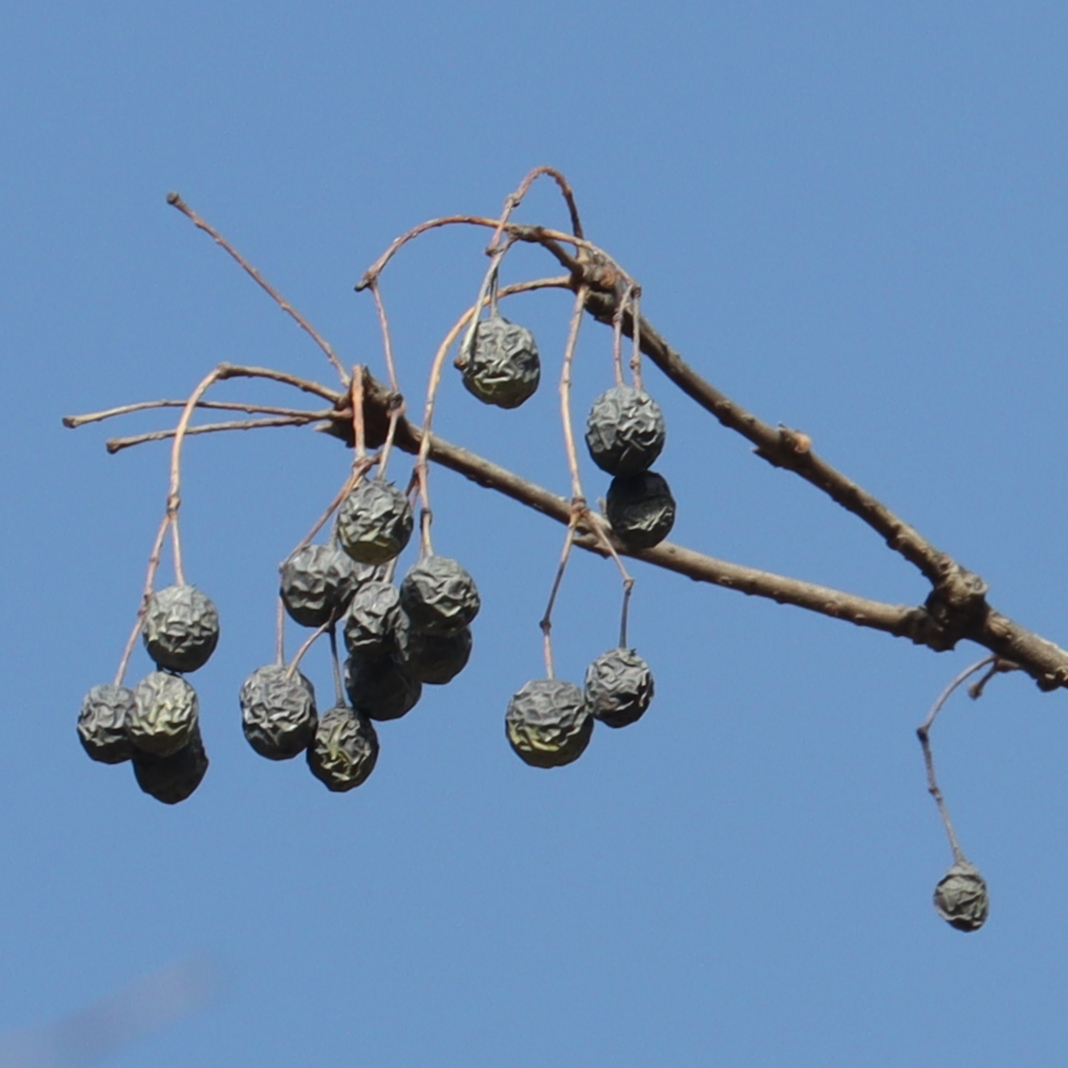
熟した果実

## 日本における希少種
日本において本種は希少種のひとつであり、絶滅危惧II類 (VU)（環境省レッドリスト）に指定されている。天然での分布域も狭く、長野県、愛知県の木曽川流域、岐阜県東濃地方および長崎県対馬市に自生しており、それぞれの県のレッドデータブックに掲載されている。長野県および愛知県では絶滅危惧I類、岐阜県および長崎県では絶滅危惧II類に指定されている。
愛知県犬山市池野西洞、岐阜県瑞浪市釜戸町、同県恵那市笠置町、同県中津川市蛭川の自生地は一括して国の天然記念物（「ヒトツバタゴ自生地」）に指定されている。他に瑞浪市大湫町、恵那市大井町、同市中野方町、中津川市苗木、同市落合新茶屋の自生地が岐阜県指定天然記念物、瑞浪市稲津町萩原の自生地が同市指定天然記念物、土岐市泉町白山神社境内のハナノキ・ヒトツバタゴが国の天然記念物となっている。また、長崎県対馬市上対馬町鰐浦地区には、約3000本の本種が自生しており、「鰐浦ヒトツバタゴ自生地」として国の天然記念物に指定されている。

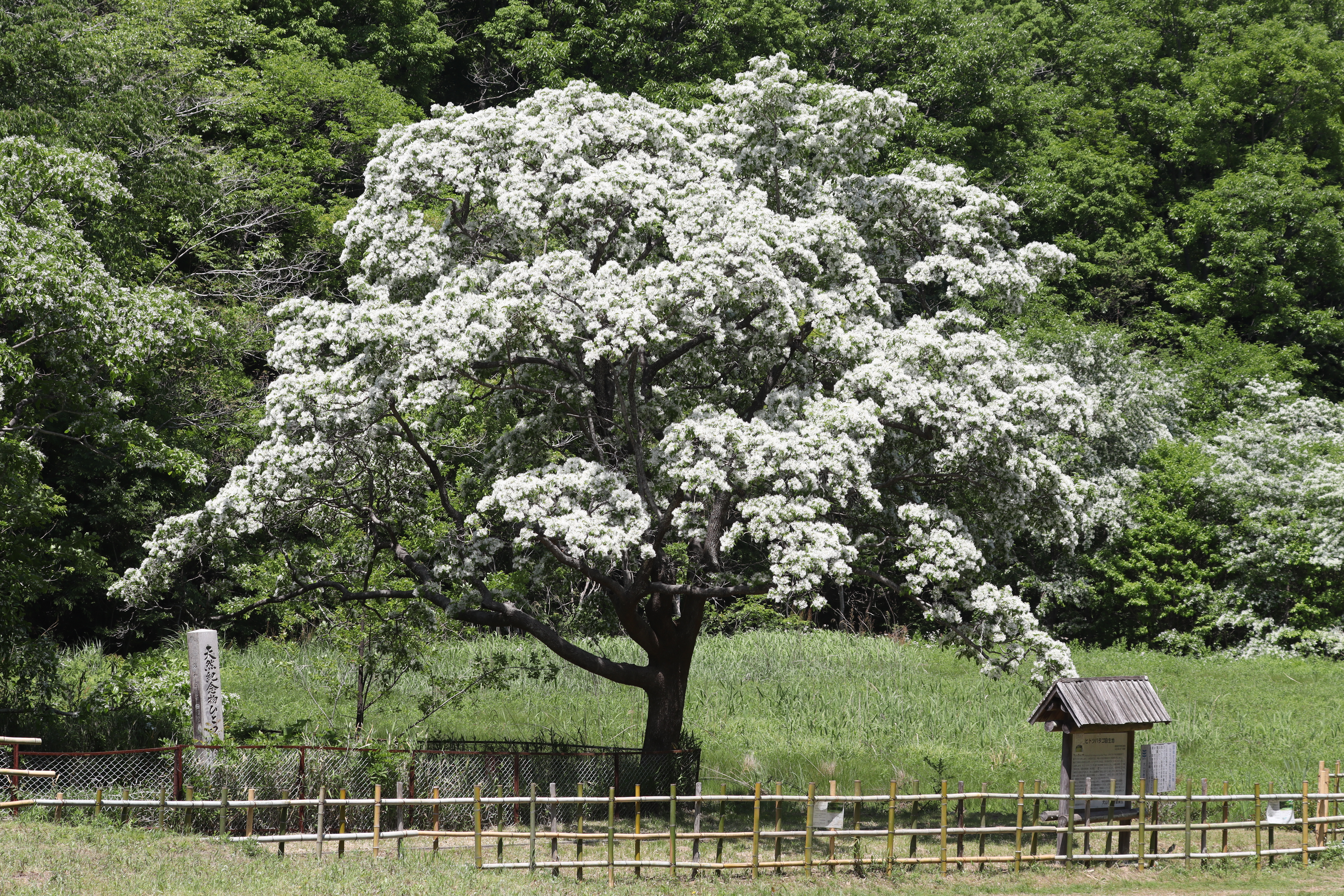
愛知県犬山市池野西洞の自生地
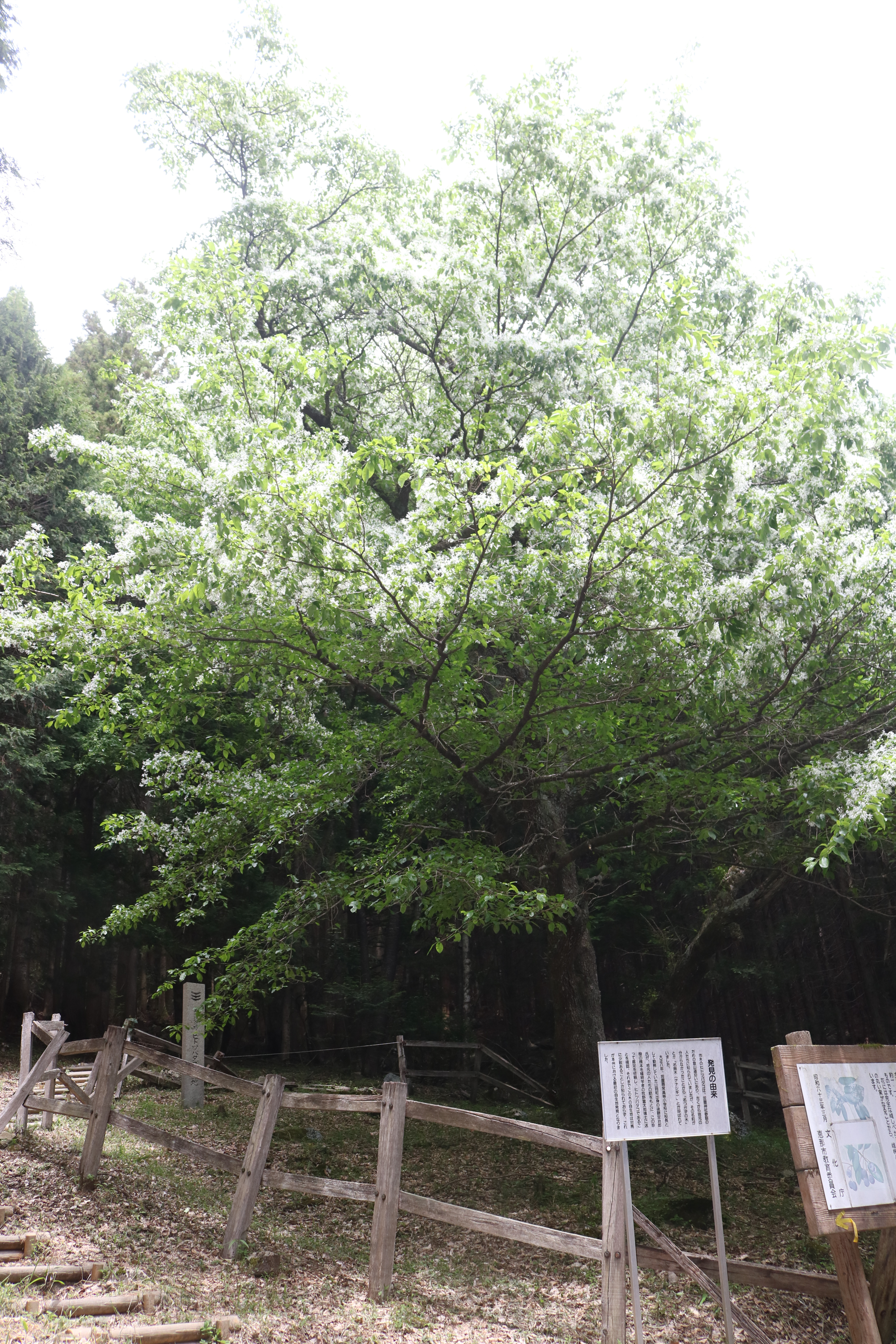
岐阜県恵那市笠置町の自生地
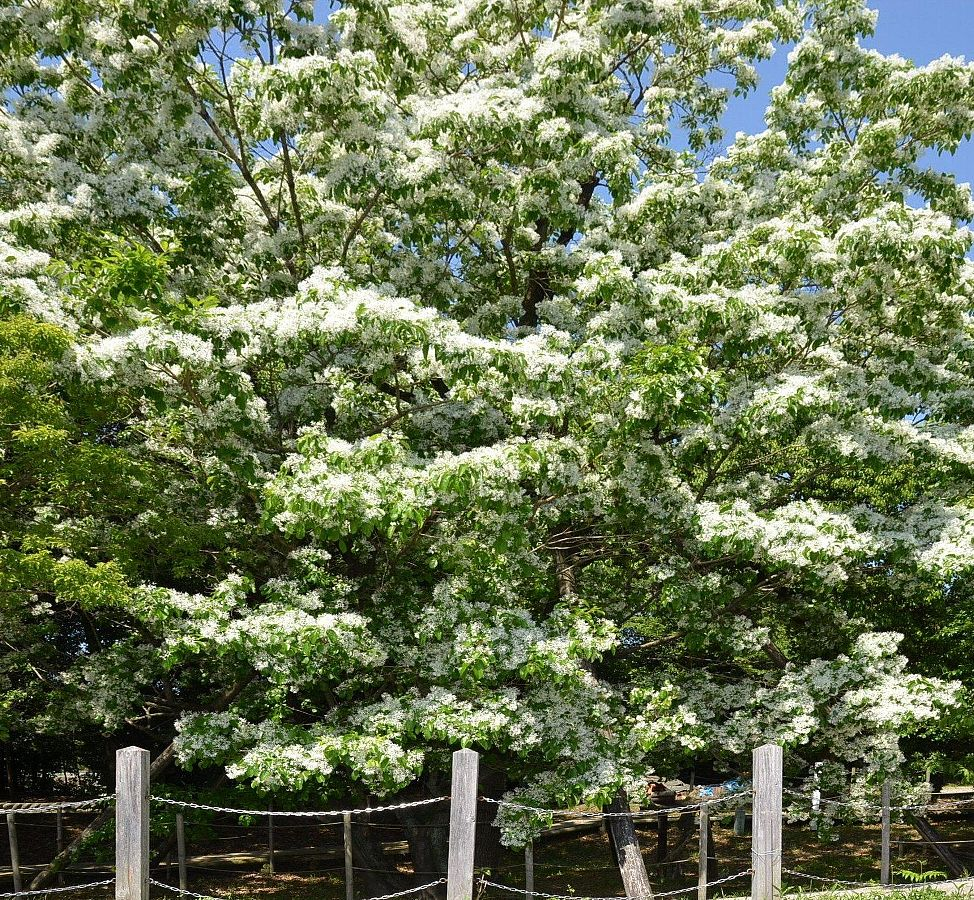
岐阜県土岐市泉町白山神社の自生地

### 保護上の位置づけ
- 絶滅危惧II類 (VU)（環境省レッドリスト）

## 利用
公園木、鉢植、花壇などに利用される。

## 近縁種
ヒトツバタゴ属の植物は木本であり、世界で約80種が知られる。多くの種は熱帯、亜熱帯域に分布するが、東アジアの本種、北アメリカのアメリカヒトツバタゴ（Chionanthus virginicus）の2種は主に温帯域に分布する。熱帯域のほとんどの種は常緑性であるが、温帯域の2種は落葉性である。常緑の種はLinociera属に分けられることがある。
ヒトツバタゴ属（Chionanthos）は、Chionが「雪」、-anthosが「花」を意味する。ヒトツバタゴ同様、雪のように白い花をつけることが多い。
アメリカヒトツバタゴ Chionanthus virginicus
アメリカヒトツバタゴ（英語名"White fringetree"）は、ヒトツバタゴ属の一種。アメリカ東南部に産し、樹高は10m程度となる小高木。ヒトツバタゴと比較して葉はひとまわり大きく、花序は古い枝に腋生する。

## 自治体の木
市の木
岐阜県土岐市 - 県道66号線にはヒトツバタゴが植えられているため「なんじゃもんじゃ街道」という愛称が付けられている。
長崎県対馬市 - 姉妹都市の岐阜県中津川市もヒトツバタゴの自生地。
国外の市の木
大韓民国慶尚南道梁山市
大韓民国慶尚南道大邱広域市南区